# Haus der jungen Talente

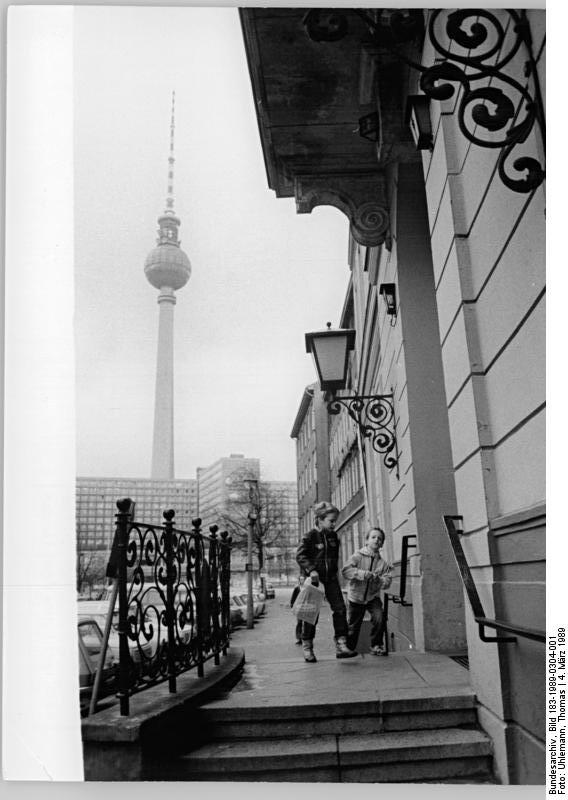
Eingang des Hauses der jungen Talente, 1989

Das Haus der jungen Talente (kurz HdjT) war das wichtigste Jugendkulturhaus in Ost-Berlin. Es befand sich von 1951/59 bis 1991 im Podewilschen Palais in Berlin-Mitte in der Klosterstraße nahe des U-Bahnhofs Klosterstraße.

## Geschichte

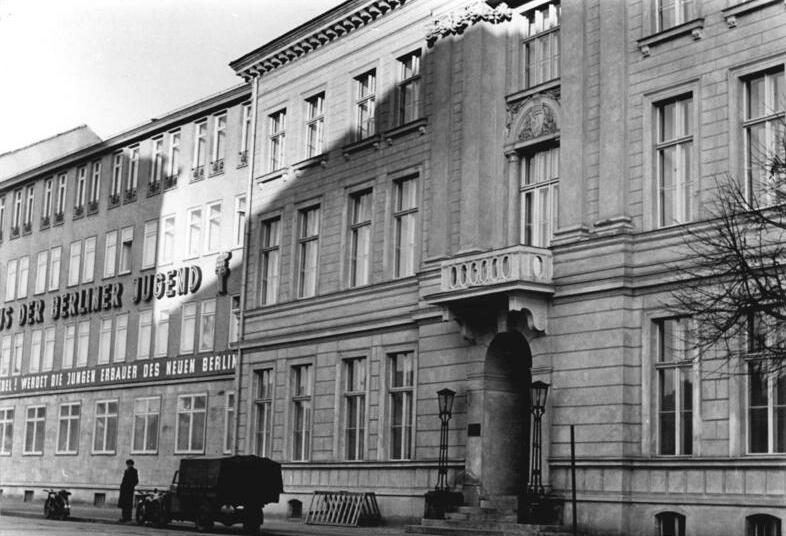
Haus der Jugend, 1952, vor dem Umbau

Das barocke Palais von 1701/04 wurde seit 1874 vom Magistrat der Stadt Berlin genutzt.
1944/45 wurde es beschädigt und in den folgenden Jahren wieder instand gesetzt.
Seit 1951 wurde es als Haus der Jugend genutzt. Von 1952 bis 1954 erfolgten größere Umbauten. Seit 1959 hieß es Haus der jungen Talente.
Dort gab es zahlreiche Kulturangebote für Kinder und Jugendliche.
In den 1950er und 1960er Jahren waren die meisten Veranstaltungen in ihrer Ausrichtung stark an der offiziellen Ideologie orientiert.

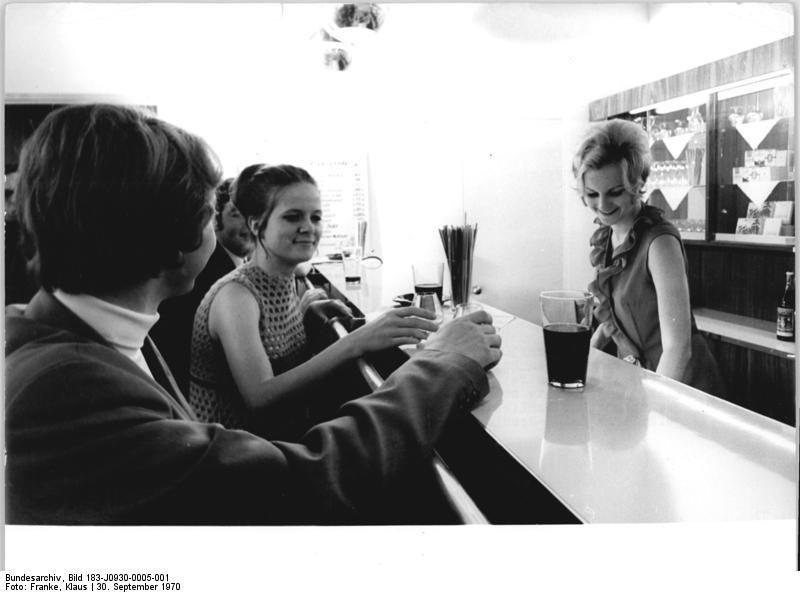
Bar im Haus der jungen Talente, 1970

Seit den frühen 1970er Jahren öffnete sich das Haus der jungen Talente in seinen Angeboten. Da es dem Magistrat von Ost-Berlin unterstand und nicht der FDJ, war der politische Handlungsspielraum etwas größer und es gab nur verhältnismäßig wenig Einflussnahme durch Funktionäre.
Das HdjT wurde bald zum wichtigsten Zentrum für Folkmusik und Jazz in Berlin und für Avantgarde-Jazz/Free Jazz in der DDR. Dort spielten auch zahlreiche junge Rock- und Bluesbands, die ein etwas abweichendes Kultur- und Lebensverständnis hatten. Der Computerklub im Haus der jungen Talente gilt als früher Hackerspace und besaß Rechner sowie zugehörige Informationstechnik aus beiden deutschen Staaten.
Das HdjT behielt seine Bedeutung bis 1990, auch wenn neuere Jugendkulturen wie Punk und Ska dort keine Berücksichtigung mehr fanden. Noch im Februar 1990 organisierte der Computerclub des HdjT mit dem westdeutschen Chaos Computer Club (CCC) den gemeinsamen Kommunikationskongress (KoKon). 1991 wurde es geschlossen und allen über 40 Gruppen und Zirkeln gekündigt, da der Kultursenator Ulrich Roloff-Momin und die zuständige Senatsverwaltung das bisherige Nutzungskonzept nicht weiterführen wollten.
Nach einem umfangreichen Umbau wurden dann dort einige elitäre Kulturbüros eingerichtet.